# 水莽鬼
水莽鬼是出自《聊齋志異》水莽草的妖怪。如果误食了水莽草而死的人就會變成水莽鬼。傳說這種鬼不能輪回，需要再有被毒死的代替, 这种鬼怪集中在湖南桃花江一帶。而水莽草本身是一种毒草，蔓生似葛，花紫色类似扁豆。

## 原文
水莽,毒草也。蔓生似葛,花紫,类扁豆。误食之,立死,即为水莽鬼。俗传此鬼不得轮回，必再有毒死者，始代之，以故楚中桃花江一带，此鬼尤多云。楚人以同岁生者为同年，投刺相谒，呼庚兄庚弟，子侄呼庚伯,习俗然也。有祝生造其同年某，中途燥渴思饮。